# Imprenta Americana

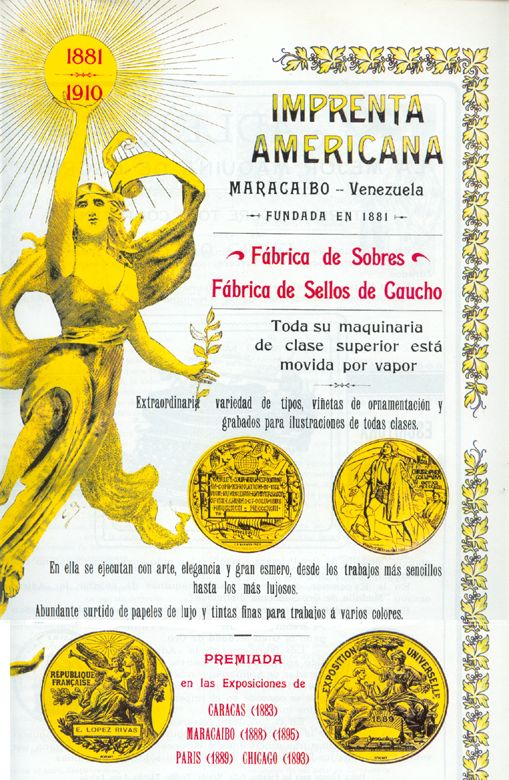
Aviso de la Imprenta Americana. Diario "El Fonógrafo", 1910.

La Imprenta Americana (1881 - 1917) fue una casa editorial de Maracaibo, Venezuela, fundada por el periodista Eduardo López Rivas. Fue el primer taller tipográfico venezolano en imprimir fotografías, grabados y trabajos en tricromía y alcanzó renombre en el mundo debido a la calidad de sus impresiones y a sus modernas técnicas.

## Historia
López Rivas creó el sofisticado taller tipográfico en 1881, al objeto de imprimir las publicaciones que dirigía. Destacan entre ellas el Diario El Fonógrafo y la Revista El Zulia Ilustrado, pero la empresa creció también como editorial de volúmenes de toda Venezuela, Colombia y El Caribe y tuvo una amplia actividad de reproducciones musicales y papelería de lujo.
Este intelectual maracaibero hizo de la Imprenta Americana uno de los talleres más modernos del mundo y sus trabajos de impresión obtuvieron importantes premios, en exposiciones nacionales e internacionales.

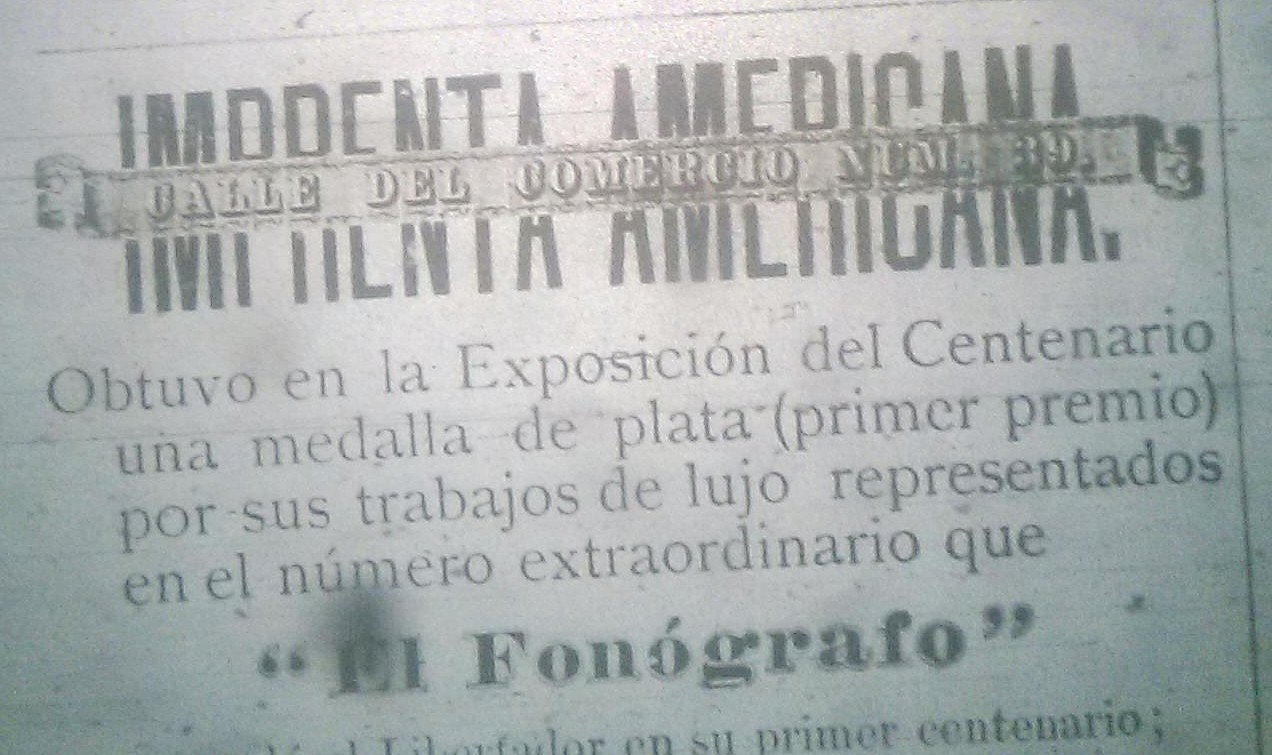
Noticia aparecida en "El Fonógrafo", sobre el Premio ganado por la "Imprenta Americana" en la Exposición Nacional de Venezuela de 1883

López Rivas participó en 1883 en la Exposición Nacional de Caracas, realizada con motivo del centenario del nacimiento de Simón Bolívar. Lo hizo en calidad de editor y de impresor, presentando la colección completa de “El Fonógrafo”, así como también impresiones musicales. La Imprenta Americana obtuvo los primeros premios en ambos casos.
En 1888 recibió mención honorífica y primer premio por tipografía y encuadernación, en la Exposición del Zulia, en ocasión del centenario del nacimiento del General Rafael Urdaneta, héroe zuliano de la independencia. En esta oportunidad López Rivas publicó el primer ejemplar de su revista "El Zulia ilustrado", dedicada al prócer, e inició con ella en Venezuela el periosidmo ilustrado. Lo hizo con un grabado de Urdaneta en uniforme de gala en la primera página, realizado por él mismo, ya que era dibujante profesional..La Imprenta Americana participó también en exposiciones internacionales, obteniendo premios importantes en la Exposición Universal de París (1889), y en la Exposición Mundial Colombina de Chicago de 1893.

## Pionera en imágenes

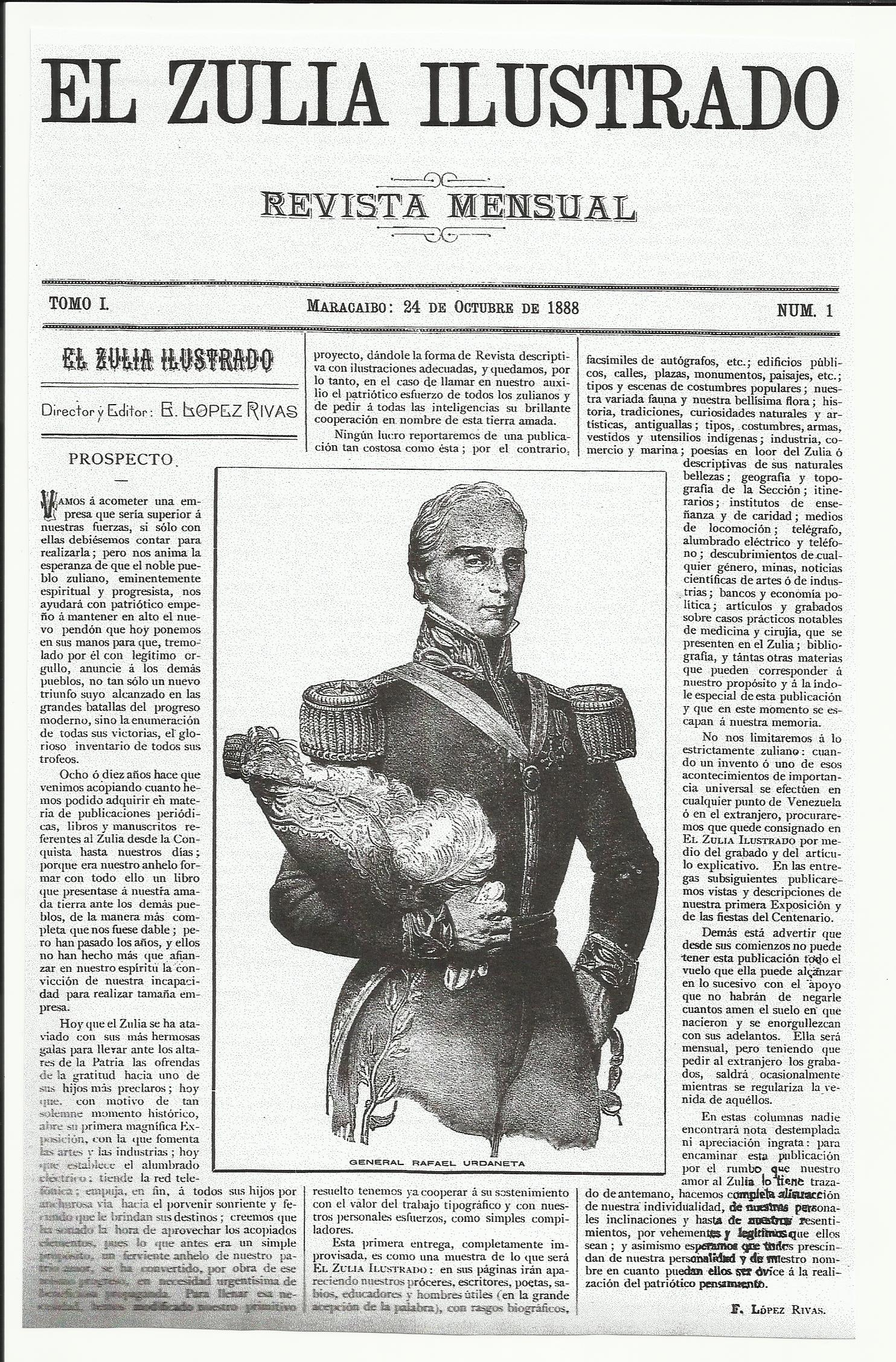
Grabado del General Rafael Urdaneta en "El Zulia ilustrado". 1888

Fue en la revista "El Zulia ilustrado", editada por López Rivas en la Imprenta Americana, donde se imprimieron por primera vez ilustraciones y fotografías en una publicación periódica venezolana.
Los grabados eran dibujos hechos por el mismo López Rivas, apasionado de las artes gráficas y dibujante profesional formado en Francia. Estas ilustraciones daban fe exacta de los paisajes del Zulia, sus héroes y los edificios importantes de Maracaibo. Las primeras fotografías de la revista aparecieron en la edición del 31 de marzo de 1889. Eran dos fotografías identificadas en la página como grabado 1 y grabado 2. Mostraban a un paciente del Hospital Chiquinquirá de Maracaibo, al cual se le había practicado una operación para extirparle un enorme tumor en la región del cuello.

## Pionera en "Tricromía"

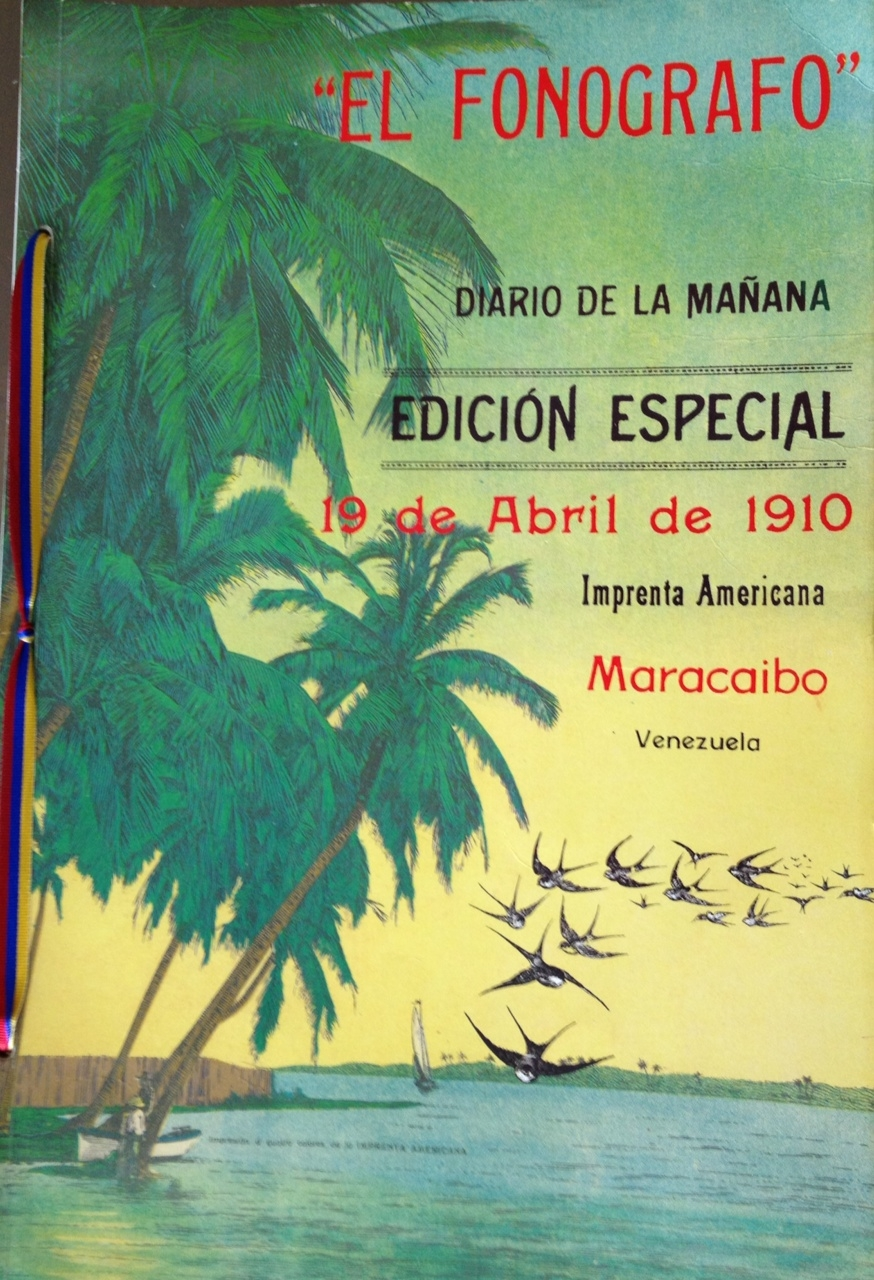
Portada de "El Fonógrafo" del 19 de abril de 1910

Fue también en los talleres de la imprenta donde por primera vez en Venezuela se imprimieron imágenes en tricromía. Las imágenes a color aparecieron en una edición especial de El Fonógrafo del 19 de abril de 1910.
Esta edición de El Fonógrafo contaba con más de cincuenta páginas con impresiones mezclando los tres colores primarios y con mezcla de cinco colores, incluyendo el blanco y el negro. Contenía ilustraciones inspiradas en “Art Nouveau”, composiciones poéticas enmarcadas en orlas decorativas, letras capitulares y una portada a todo color, con un paisaje del lago de Maracaibo rodeado de cocoteros, imagen inconfundible del Estado Zulia.

### Trascendencia

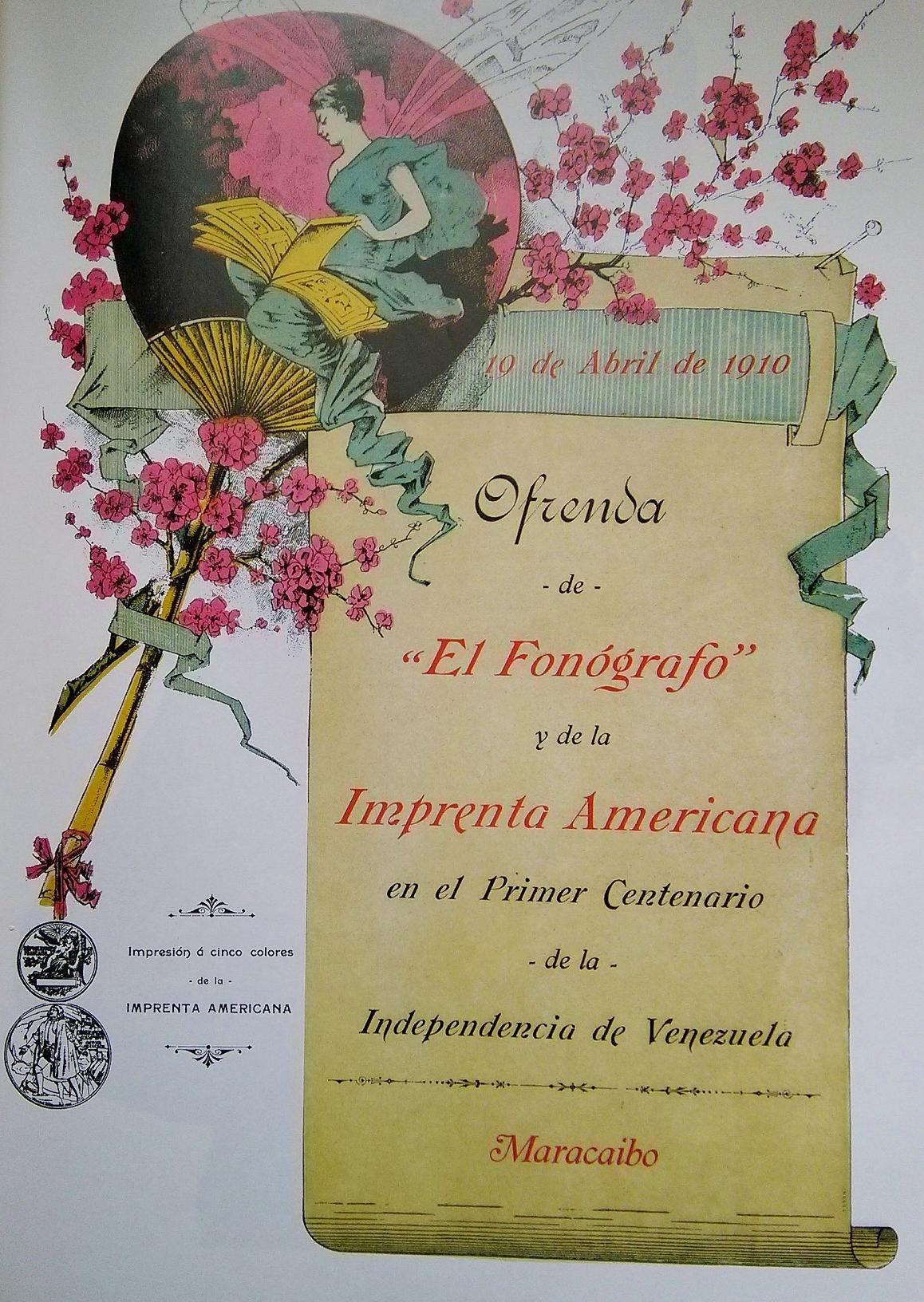
"El Fonógrafo" del 19 de abril de 1910. Primera página.

La calidad de esta edición, colocó a la Imprenta Americana entre las mejores del mundo. La revista alemana “Anales tipográficos”, publicación oficial de casas de edición de la época, la catalogó como una editorial superior. Su número de junio de 1910 se expresa así sobre la edición de El Fonógrafo: “Hay que calificarla como una producción de primer orden del arte tipográfico; una obra que aquí mismo en Alemania habría causado también admiración. Hay que descubrirse ante tal saber técnico; ante un sentimiento y comprensión del arte tan desarrollado”.
Se refiere también a detalles concretos de la impresión: “El cajista se ha tomado todo el trabajo imaginable para encontrar nuevas combinaciones, nuevos arreglos, y el impresor, inspirándose en los alegres colores de su país, ha obtenido también en ese sentido felices efectos. El prensista ha resuelto con éxito admirable los problemas más difíciles de nuestro arte, como la impresión a tres colores. La obra en cuestión es una prueba de que nunca se podrá apreciar bastante lo que es capaz de producir la Imprenta Americana”.

## Clausura
Al estallar la Primera Guerra Mundial en 1914, el diario "El Fonógrafo" se imprimía en los talleres de la Imprenta Americana. Era una época oscura para Venezuela. El país vivía bajo la dictadura de Juan Vicente Gómez, conocido ampliamente por sus métodos de tortura y sus tenebrosas cárceles. Gómez controlaba casi toda la prensa del país, pero nunca pudo doblegar al diario "El Fonógrafo", que mantenía una política editorial independiente.
Durante la Primera Guerra Mundial la presión del gobierno sobre "El Fonógrafo" se hizo más fuerte. Gómez simpatizaba con el Imperio Alemán y "El Fonógrafo", a diferencia de otros diarios venezolanos, apoyaba a los países llamados Aliados en el conflicto. Juan Vicente Gómez y los grupos económicos del país, simpatizantes también del Impreio Alemán, decidieron acabar con el diario y, por consiguiente, con La Imprenta Americana.
El 23 de agosto de 1917 la Imprenta Americana fue allanada por las tropas del gobierno y clausurada definitivamente.